# 473 (číslo)
Čtyři sta sedmdesát tři je přirozené číslo. Následuje po číslu čtyři sta sedmdesát dva a předchází číslu čtyři sta sedmdesát čtyři. Římskými číslicemi se zapisuje CDLXXIII a řeckými číslicemi υογ.

## Matematika
473 je:
- Deficientní číslo
- Poloprvočíslo
- Nešťastné číslo

## Astronomie
- (473) Nolli je planetka hlavního pásu, kterou objevil v roce 1901 Max Wolf

## Roky
- 473
- 473 př. n. l.